# 拉格比 (印地安納州)
拉格比（英語：Rugby）是位於美國印地安納州巴塞洛繆縣的一個非建制地區。該地的面積和人口皆未知。

## 地理
拉格比的座標為39°18′33″N 85°42′53″W / 39.30917°N 85.71472°W，而該地的平均海拔高度為235米（即771英尺）。